# Teiichi Matsumaru
Teiichi Matsumaru (28 februarie 1909 - 6 ianuarie 1997) a fost un fotbalist japonez.

## Statistici
| Japonia | Japonia | Japonia |
| An      | Meciuri | Goluri  |
| ------- | ------- | ------- |
| 1934    | 3       | 0       |
| Total   | 3       | 0       |